# The Great Execution
The Great Execution è l'ottavo album della band death metal brasiliana Krisiun pubblicato nel 2011 dalla Century Media Records.

## Tracce
1. The Will to Potency – 6:23
2. Blood of Lions – 5:06
3. The Great Execution – 5:18
4. Descending Abomination – 5:45
5. The Extremist – 5:57
6. The Sword of Orion – 7:59
7. Violentia Gladiatore – 5:37
8. Rise and Confront – 5:13
9. Extinção em Massa (Mass Extinction - feat. João Gordo) – 6:01
10. Shadows of Betrayal – 8:38

## Formazione
- Alex Camargo - basso, voce
- Moyses Kolesne - chitarra
- Max Kolesne - batteria